# Bannockburn
Bannockburn (gael. Allt a' Bhonnaich) – miasto w środkowej Szkocji, w hrabstwie Stirling (historycznie w Stirlingshire), położone bezpośrednio na południe od miasta Stirling, nad strumieniem Bannock Burn. W 2011 roku liczyło 6979 mieszkańców.
W czerwcu 1314 roku w pobliżu rozegrała się bitwa pod Bannockburn, jedna z głównych bitew I wojny o niepogległość Szkocji, w której wojska szkockie odniosły zdecydowane zwycięstwo nad angielskimi.
W XVIII i XIX wieku w mieście rozwinęło się tkactwo. Współcześnie istotną rolę w tutejszej gospodarce odgrywa turystyka.